# Pico de Almanzor
Pico Almanzor er det højeste bjerg i det centrale Spanien. Det ligger i bjergkæden Sierra de Gredos i provinsen Ávila, og har en højde på 2.592 moh. Det er et granitbjerg, og kendes også som Moro Almanzor.

## Historie
Bjerget har sit navn fra Al-Mansur (Arabisk for "den sejrende"). Al-Mansur Ibn Abi Aamir var en general og politiker i det Muslimske Spanien (Al-Andalus) i det 10. århundrede, og hvis rigtige navn var Muhammad bin Abi Amir. Maurerne i Spanien gav ham titlen Al-Mansur for han sejre over de kristne.
På mange af hans togter passerede Al-Mansur bjerget og blev betaget af dets skønhed.
Pico Almanzor blev besteget første gang i september 1899 af M. González de Amezúa og José Ibrián. Espada, Ontañon og Abricarro var de første til en vinteerbestigning i 1903. I 1960 blev der rejst et én meter højt korst af jern på toppen.

## Eksterne kilder og henvisninger
- "Almanzor". peakware.com.
- "Almanzor". summitpost.org.